# Фтабатэй Симэй
Фтабатэй Симэй (яп. 二葉亭四迷 футабатэй симэй), настоящее имя — Хасэгава Тацуноскэ (яп. 長谷川辰之助); 4 апреля 1864 года — 10 мая 1909 года) — японский писатель и переводчик. Считается одним из основоположников современной японской литературы. Переводил не только русскую литературу на японский язык, но и японскую литературу на русский.

## Биография

### Детство и юность
Хасэгава Тацуноскэ родился в главной резиденции княжества Овари в Эдо, расположенной в Каппадзаке, район Итигая (это не единственная версия о месте рождения писателя). Его отец, Хасэгава Китикадзу, был самураем и работал сокольничим. Мать писателя звали Сидзу. Родители дали сыну имя Тацуноскэ, использовав иероглиф из имени его дедушки Тацудзо.
Когда мальчику было четыре года, он переехал в Нагою, где жила семья его матери (дом Гото). Он изучал «китайские науки» на курсах Номуры Акитари. Поступив в школу в Нагое, где обучались дети самураев княжества, он изучал также французский язык у Хаяси Сэйдзюро. В 1872 году, он оставил учёбу и вернулся в Эдо, однако его отец был тогда командирован в Мацуэ, поэтому Тацуноскэ тоже переехал в Мацуэ. Там он обучался «китайским наукам» у Утимуры Юсукэ.
Окончив школу «западных наук» в Овари (в настоящее время школа Асахигаока в префектуре Аити), Хасэгава решил держать вступительный экзамен в офицерскую школу сухопутных войск, чувствуя опасность кризиса в отношениях Японии и России, наступившего после заключения Петербургского договора (1875). Но в итоге он не сдал экзамен и поэтому отказался от мечты быть военным, решив стать дипломатом.
В резюме, написанном им самим, указано, что с первого февраля 1883 года до 25 декабря 1885 года он учился в школе Сэнсю (в настоящее время университет Сэнсю) и получил свидетельство о её окончании. Затем он решил продолжить обучение в Токийской школе иностранных языков (в настоящее время Токийский университет иностранных языков) и поступил на отделение русского языка. В то время там преподавали Лев Мечников, Куроно Ёсибуми и Фурукава Цунэитиро. Постепенно Хасэгава увлёкся русской литературой.
Однако Токийская школа иностранных языков объединилась с Токийской коммерческой школой, и кафедра, на которой он учился, стала кафедрой русского языка третьего отделения Токийской коммерческой школы. И вскоре после этого Хасэгава, который чувствовал антипатию к Яно Дзиро, получившему пост директора в результате этого слияния двух школ, подал заявление об уходе из школы и был отчислен в январе 1886 года.

### Появление Фтабатэя
К этому времени Хасэгава уже общался с Цубоути Сёё. Цубоути посоветовал ему писать литературную критику. В результате Хасэгава опубликовал «Общую теорию романа». Кроме того он активно переводил русскую литературу. «Свидание» и «Три встречи» Ивана Тургенева — это наиболее известные произведения в его переводах.
Дебютный роман Хасэгавы «Плывущее облако», выходивший в период с 1887 по 1891 год, был написан в новаторском для того времени стиле гэмбун-итти, объединившем литературный и разговорный язык. Именно поэтому, Фтабатэя считают одним из основоположников современной японской литературы. Прообразом героя романа «Плывущее облако» стал лучший друг Фтабатэя Симэя по Токийской школе иностранных языков — Отагуро Дзюгоро (впоследствии предприниматель в области гидроэнергетики и управляющий директор компании Тосива).
Кроме того, с первым романом связывают появление псевдонима писателя, который основан на игре слов: по звучанию он похож на японское выражение «кутабаттэ-симэй», означающее «Чтоб ты сдох!» Говорят, что Хасэгава весьма критично отнесся к своему первому произведению, которое, к тому же, было издано под именем японского писателя Цубоути Сёё. Недовольный результатом писатель обругал себя самого: «Чтоб ты сдох!» Так появился его псевдоним. Также существует распространённое мнение, что эти слова были сказаны Фтабатэю его отцом, который не понимал и не принимал литературу («Моя исповедь за полжизни», яп. Ёгахансэй но сангэ). Иногда писателя называют Хасэгава-Фтабатэй. Другие псевдонимы — хозяин Рэйрэйтэй (яп. Рэйрэйтэй сюдзин) и Кёу.

### Начало двадцатого века
В течение нескольких лет Фтабатэй служил секретарём Военно-морского ведомства. Затем в 1901 году он стал приглашённым профессором русского языка Высшей военной академии Императорского флота Японии. В 1902 году во время своего непродолжительного пребывания в России он изучал эсперанто и в 1906 году издал в Японии два пособия по этому языку.
В 1904 году в марте Фтабатэй Симэй приступил к работе в редакции газеты «Асахи» по рекомендации Найто Конана и был командирован в Токио. Но работа ему не очень подошла. Благодаря содействию главного редактора газеты «Асахи» в Токио Икэбэ Сандзана, он был переведён в Токио на приличное месячное жалованье в сто йен в месяц и начал писать для газеты роман с продолжением. Так были созданы романы «Его облик» и «Обыкновенный человек», которые были хорошо приняты читателями.
В 1908 году Фтабатэй Симэй отправился на службу в Россию как специальный корреспондент газеты «Асахи». А уже в следующем 1909 году он умер в Бенгальском заливе, на обратном пути в Японию из России.

## Последние годы жизни
На время пребывания в России в качестве спецкора газеты «Асахи» Фтабатэй поселился в Петербурге, где работал его бывший учитель Куроно Ёсибуми, преподававший Фтабатэю русский язык в Токийской школе иностранных языков. В Петербурге Фтабатэй перевёл на русский язык роман «Танцовщица», написанный Мори Огаем, и новеллу «Мясо и картофель», написанную Куникидой Доппо.
Однако летом в Петербурге Фтабатэй страдал бессонницей из-за белых ночей, а на следующий год после своего приезда в Россию во время похорон великого князя Владимира Фтабатэй слишком долго простоял в снегу и заболел. У него поднялась температура, и вскоре был поставлен диагноз — воспаление лёгких и туберкулёз. Предчувствуя смерть, Фтабатэй написал завещание в пользу жены и бабушки (это завещание передали позднее его другу Цубоути Сёё). Потом друзья уговорили его возвратиться в Японию.
Десятого апреля 1909 года Фтабатэй сел на судно NYK-Камомару из Лондона, но по пути в Японию его состояние ухудшилось и стало критическим. Десятого мая в Бенгальском заливе он скончался на сорок шестом году жизни из-за осложнений от воспаления лёгких. Вечером тринадцатого мая 1909 года Фтабатэя кремировали в Сингапуре, а тридцатого числа того же месяца его останки привезли в Синваси. Могила писателя расположена в Японии, а также в Сингапуре на кладбище для японцев.

## Произведения
Литературная критика
- «Общая теория романа» (яп. Сёсэцу сорон, 1886)

Художественные произведения
- «Плывущее облако» (яп. Укигумо, 1887—1991)
- «Его облик» (яп. Соно омокагэ, 1907
- «Обыкновенный человек» (яп.Хэйбон, 1908)

Переводы русской литературы
- И. Тургенев, «Свидание» (яп. Мэгуриаи, 1888)
  - «Три встречи» (яп. Аи-бики, 1888)
  - «Ася» (яп. Катакои, 1896)
  - «Рудин» (яп. Укигуса, 1908)
- Л. Толстой, «Рубка леса» (яп. Цуцуомакура, 1904)
- М. Горький, «Рассказы» (яп. Каруко-сю, 1907)
  - «Дед Архип и Лёнька» (яп. Кодзики, 1909)
- Л. Андреев, «Красный смех» (яп. Кэссёки, 1908)

Учебные пособия
- «Эсперанто» (яп. Сэкайго, издательство «Сайункаку», 1906)
- «Хрестоматия эсперанто» (яп. Сэкайго докухон, издательство «Сайункаку», 1906)

## Комментарии
1. ↑  По состоянию на 2020 год — восток района Синдзюку
2. ↑  Укигумо
3. ↑  Соно омокагэ
4. ↑  Хэйбон